# Synagoga Gmachu Wychowawczego w Warszawie
Synagoga Gmachu Wychowawczego w Warszawie – nieistniejąca obecnie synagoga znajdująca się w Warszawie przy ulicy Jagiellońskiej 28.
Synagoga została założona w budynku gmachu Wychowawczego Warszawskiej Gminy Starozakonnych im. Michała Bergsona. Była przeznaczona głównie dla personelu i wychowanków ośrodka, ale pewnie korzystali z niej również okoliczni mieszkańcy.
Powstała wraz z wybudowaniem budynku w latach 1911–1914. Podczas II wojny światowej, hitlerowcy zdewastowali synagogę. Po zakończeniu wojny, główną salę modlitewną przebudował na swoje potrzeby Teatr Żydowski. Od 1953 roku mieści się w niej Państwowy Teatr Lalki i Aktora „Baj”.